# Leonel Urbina
Leonel Urbina (* 25. April 1945 in Zamora, Michoacán) ist ein ehemaliger mexikanischer Fußballspieler, der vorwiegend im Mittelfeld agierte. Nach seiner aktiven Laufbahn war Urbina unter anderem als Trainer tätig und ist aktuell Sekretär der Disziplinarkommission des Mexikanischen Fußballverbandes.

## Leben

### Verein
Urbina begann seine Profikarriere 1965 bei Atlético Morelia, wo er bis 1970 unter Vertrag stand.
1970 wechselte er zum Puebla FC, für den er nicht nur drei Jahre als Spieler, sondern in den 1980er Jahren in zwei Etappen noch insgesamt zwei Jahre als Trainer tätig war.
Die letzten vier Jahre seiner aktiven Laufbahn verbrachte er beim Atlético Español FC (AEFC), mit dem er gleich in seiner ersten Saison 1973/74 die Finalspiele um die mexikanische Meisterschaft gegen den Stadtrivalen Cruz Azul erreichte, aber mit dem Gesamtergebnis von 2:4 (Hinspiel 2:1, Rückspiel 0:3) unterlag.
In der Saison 1975/76 gewann er mit dem AEFC den CONCACAF Champions Cup. In der ersten Runde konnte der Verein sich gegen den Ligarivalen CF Monterrey durchsetzen. Nachdem das in Mexiko-Stadt ausgetragene Hinspiel 1:1 geendet hatte, gewann AE das Rückspiel in Monterrey mit 1:0, wobei Urbina den spielentscheidenden Treffer erzielte. Im Halbfinale und Finale setzte AE sich mit insgesamt vier Siegen gegen den CD Saprissa (zweimal 2:1) und den SV Transvaal (3:0 und 2:1) eindrucksvoll durch und erzielte im Finalhinspiel den Treffer zum 3:0-Endstand.

### Nationalmannschaft
Ende November und Anfang Dezember 1969 kam Urbina in allen fünf Länderspielen zum Einsatz, die die mexikanische Nationalmannschaft im Rahmen des CONCACAF-Nations-Cup 1969 absolvierte.